# Championnat de Guinée-Bissau de football 2018-2019
Navigation
Édition précédente Édition suivante
La saison 2018-2019 du Championnat de Guinée-Bissau de football est la quarantième édition de la Primeira Divisião, le championnat de première division en Guinée-Bissau. Les quatorze meilleures équipes du pays se retrouvent au sein d'une poule unique où elles s'affrontent à deux reprises. En fin de saison, les deux derniers du classement sont relégués et remplacés par les deux premiers de Segunda Divisião. 
L' UDI Bissau remporte son 4e titre de champion.

## Les clubs participants
- Sporting Clube de Bafatá
- Sporting Clube de Bissau
- Sport Portos de Bissau
- Sport Bissau e Benfica
- Nuno Tristão Futebol Clube
- FC Pelundo
- Lagartos de Bambadinca
- União Desportiva Internacional de Bissau
- Desportivo de Farim
- Desportivo de Gabú - Promu de D2
- Flamengo Futebol Clube
- Cuntum Futebol Clube
- Atlético Clube de Bissorã - Promu de D2
- Clube de Futebol "Os Balantas"

## Compétition

### Classement
Le classement est établi sur le barème de points suivant : victoire à 3 points, match nul à 1, défaite à 0.
| Rang | Équipe                     | Pts | J  | G  | N  | P  | Bp | Bc | Diff |
| ---- | -------------------------- | --- | -- | -- | -- | -- | -- | -- | ---- |
| 1    | UDI Bissau                 | 54  | 26 | 17 | 3  | 6  | 38 | 22 | +16  |
| 2    | Nuno Tristão Futebol Clube | 46  | 26 | 13 | 8  | 5  | 33 | 20 | +13  |
| 3    | Sporting Clube de Bafatá   | 43  | 26 | 13 | 4  | 9  | 28 | 27 | +1   |
| 4    | Sporting Clube de Bissau   | 43  | 26 | 11 | 10 | 5  | 31 | 14 | +17  |
| 5    | Cuntum Futebol Clube       | 42  | 26 | 12 | 6  | 8  | 28 | 19 | +9   |
| 6    | Sport Bissau e BenficaT    | 41  | 26 | 12 | 5  | 9  | 32 | 17 | +15  |
| 7    | CF Os Balantas             | 36  | 26 | 9  | 9  | 8  | 21 | 24 | -3   |
| 8    | Flamengo Futebol Clube     | 35  | 26 | 8  | 11 | 7  | 21 | 26 | -5   |
| 9    | Sport Portos de Bissau     | 33  | 26 | 9  | 6  | 11 | 35 | 33 | +2   |
| 10   | FC Pelundo                 | 29  | 26 | 8  | 5  | 13 | 25 | 26 | -1   |
| 11   | Desportivo de Gabú P       | 27  | 26 | 5  | 11 | 10 | 21 | 30 | -9   |
| 12   | Atlético Clube de BissorãP | 25  | 26 | 6  | 7  | 13 | 14 | 25 | -11  |
| 13   | Lagartos de Bambadinca     | 24  | 26 | 5  | 9  | 12 | 23 | 38 | -15  |
| 14   | Desportivo de FarimP       | 17  | 26 | 3  | 8  | 15 | 16 | 45 | -29  |

|  | Qualification pour la Ligue des champions de la CAF 2019-2020  |
|  | Relégation en Segunda Divisião                                 |
|  | T : Tenant du titre C : Vainqueur de la Coupe de Guinée-Bissau |

## Bilan de la saison
| Championnat de Guinée-Bissau de football 2018-2019 |                        |
| Champion                                           | UDI Bissau (4e titre)  |
| Coupes et trophées                                 |                        |
| Vainqueur de la Coupe de Guinée-Bissau 2018-2019   | finale en juillet 2019 |
| Qualifications continentales                       |                        |
| Ligue des champions de la CAF 2019-2020            | UDI Bissau             |
| Coupe de la confédération 2019-2020                |                        |
| Promotions et relégations                          |                        |
| Promus en Primeira Divisião                        |                        |
| Relégués en Segunda Divisião                       | Lagartos de Bambadinca |
| Relégués en Segunda Divisião                       | Desportivo de Farim    |